# Vladimír Hink
Vladimír Hink (* 28. března 1957 Jihlava) je český politik, v letech 2006 až 2010 poslanec Poslanecké sněmovny PČR, v letech 2000 až 2004 zastupitel Kraje Vysočina, v letech 2004 až 2006 primátor města Jihlava, člen ODS.

## Vzdělání, profese a rodina
Maturoval na SPŠ stavební. Po škole pracoval ve firmách Průmstav Praha a Průmyslové stavby Brno. V roce 1991 založil společnost TERNI s.r.o (později TERNI JIHLAVA CZ, s.r.o.), kde působil v letech 1991 - 1998 jako jednatel, a ve které je od roku 1994 společníkem. Mezi roky 1997 - 2005 zastával funkci člena představenstva firmy TENISCENTRUM JIHLAVA, a.s. a z toho poslední dva roky byl místopředsedou. V roce 2010 získal titul bakaláře v oboru veřejná správa na Vysoké škole finanční a správní v Praze za diplomovou práci Regionální politika v ČR ve vztahu k Regionu soudržnosti. Je ženatý, má dvě děti.

## Politická kariéra
Do ODS vstoupil v roce 1991.
V letech 1991–2009 byl členem MR ODS v Jihlavě a v letech 2007–2009 i předsedou OR ODS Jihlava. Dlouhodobě byl aktivní v místní politice. V komunálních volbách roku 1994 neúspěšně kandidoval do zastupitelstva města Jihlava za ODS. Zvolen sem byl v komunálních volbách roku 1998, komunálních volbách roku 2002 a komunálních volbách roku 2006. Profesně se k roku 1998 a 2002 uvádí jako vědecký podnikatel, v roce 2006 jako poslanec. V období 2002 - 2004 působil na postu náměstka primátora a mezi roky 2004 - 2006 byl primátorem Jihlavy, kterým se stal po rezignaci tehdejšího primátora Vratislava Výborného.
V krajských volbách roku 2000 byl zvolen do Zastupitelstva Kraje Vysočina (původně oficiálně Jihlavského kraje) za ODS. Ve volbách v roce 2006 byl zvolen do poslanecké sněmovny za ODS (volební obvod Kraj Vysočina). V letech 2006-2009 zasedal ve sněmovním výboru pro bezpečnost, v letech 2007-2010 ve výboru pro veřejnou správu a regionální rozvoj a v roce 2010 také krátce v rozpočtovém výboru. Ve sněmovně setrval do voleb v roce 2010. Ve volbách 2010 kvůli tzv. kroužkování svůj mandát neobhájil.
V březnu 2009, krátce před hlasováním o nedůvěře vládě Mirka Topolánka, havaroval poslanec Hink na silnici u jihočeských Nažidel. Při nehodě zemřel sedmatřicetiletý Rakušan. Hink byl zraněn, stejně jako jeho jedenapadesátiletá spolujezdkyně. Oba byli vrtulníkem dopraveni do nemocnice s podezřením na poranění páteře, trupu a končetin. Koalice tehdy řešila otázku případného párování při absenci poslance Hinka na klíčovém hlasování. I po odchodu ze sněmovny se angažoval v ODS a v prosinci 2012 byl na okresní konferenci ODS v Jihlavě zvolen do širšího okresního vedení strany. Profesně se nyní uvádí jako pracovník stavební firmy Terni.
V komunálních volbách v roce 2014 byl za ODS opět zvolen zastupitelem města Jihlavy. Ve volbách v roce 2018 již nekandidoval.